# Montes Apenninus

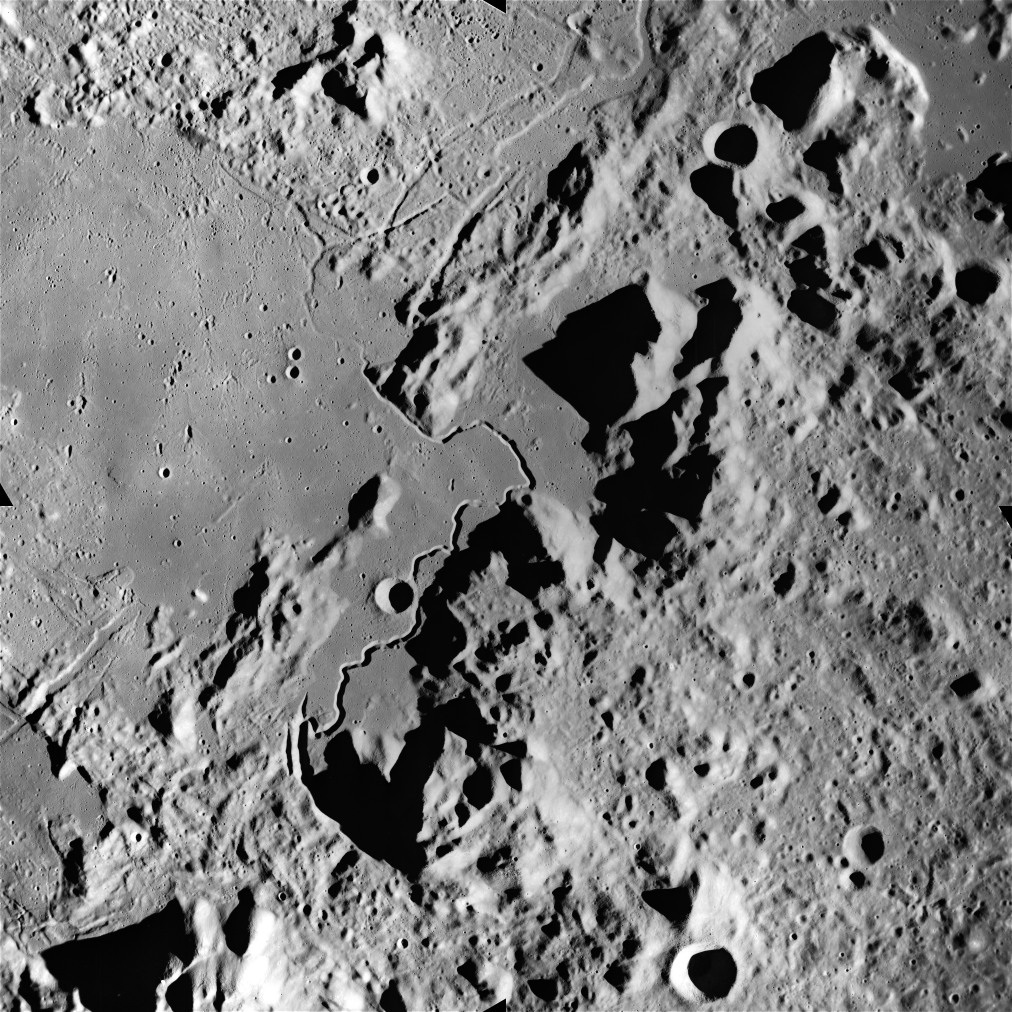
Het noordelijk gedeelte van de Montes Apenninus, met centraal in beeld de bocht van Rima Hadley en net ten oosten daarvan de landingsplaats van Apollo 15

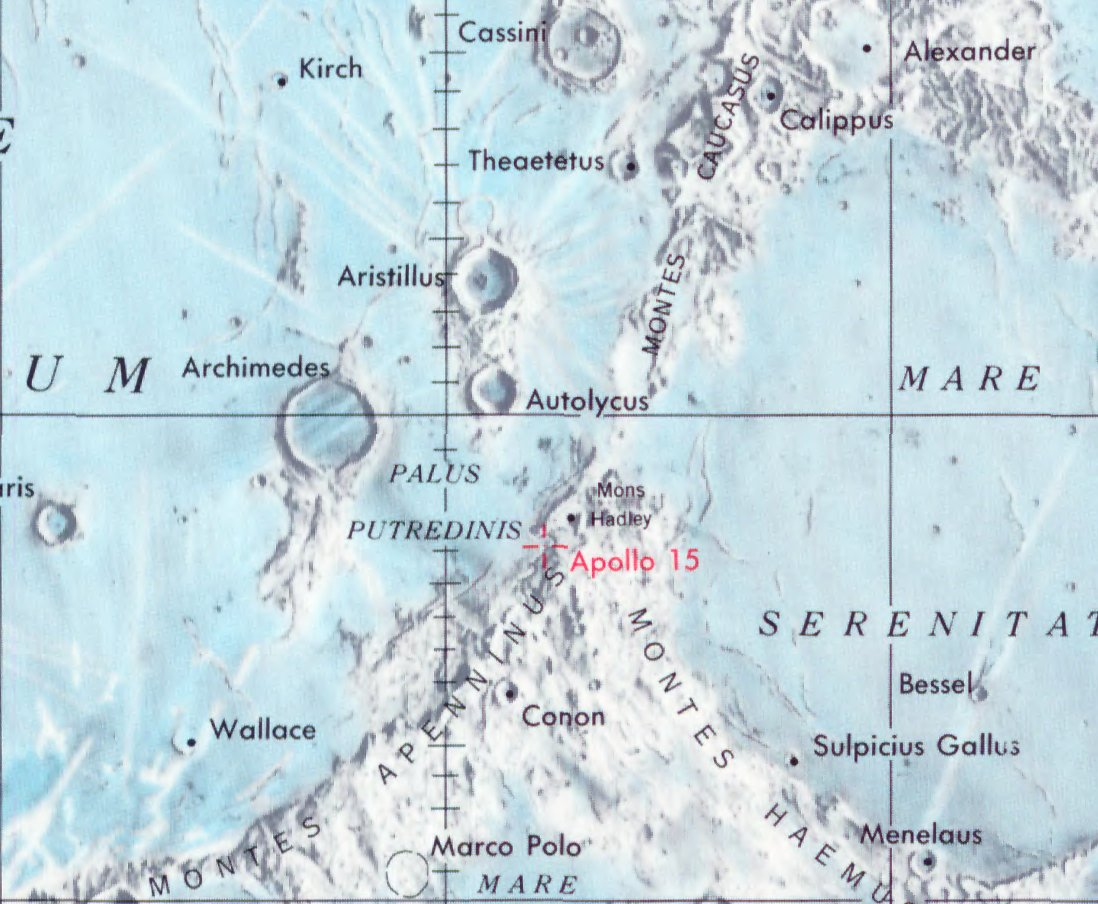
Omgeving van de landingsplaats Apollo 15

De Montes Apenninus zijn een gebergte op de Maan, genoemd naar de Apennijnen in Italië. De Montes Apenninus vormen de zuidoostelijke rand van de Mare Imbrium en de noordwestelijke rand van het plateau Terra Nivium. Ze beginnen vlak ten westen van de inslagkrater Eratosthenes, die tegen de zuidelijke flank van het gebergte aanligt. De totale lengte van de bergketen is rond de 600 km en er bevinden zich enkele van de hoogste bergtoppen van de Maan.
Ten westen van het gebergte is een korte onderbreking, waar de Mare Imbrium en de Mare Insularum samenkomen. Aan de andere kant van de onderbreking gaat de bergketen door, maar heet daar Montes Carpatus. Vanaf de krater Eratosthenes buigt de keten van de Montes Apenninus geleidelijk naar het noordoosten af, om bij Promontorium Fresnel, rond 29.5° N, te eindigen. Hier is een volgende onderbreking, waar de Mare Imbrium met de oostelijke Mare Serenitatis samenkomen (ook wel The Great Pass genoemd). Ten noorden van deze onderbreking liggen de Montes Caucasus. In de Montes Apenninus ligt een aantal van de hoogste bergtoppen van de Maan, zoals de Mons Huygens en Mons Bradley.

## Apollo 15
In de zomer van 1971 landde de maanlander Falcon van Apollo 15 op een vlak gebied tussen de bergen Mons Hadley en Hadley Delta (Hadley δ) in het noordelijke gedeelte van de Montes Apenninus. Het gedeelte van het Apennijnen gebergte ten oosten van de landingsplaats kreeg destijds de bijnaam Swann Range (naar de geoloog Gordon Swann).

## Onregelmatig maregebied N°21
Net ten westen van Mons Bradley ligt het onregelmatig maregebied dat gecatalogiseerd is als N°21. Dit onregelmatig maregebied bestaat uit twee gedeelten: N°21-A en N°21-B. Gedeelte A, dat kleiner is dan gedeelte B, ligt ten zuiden van B. De afmetingen van beide gedeelten zijn kleiner dan een halve kilometer, en daarmee nagenoeg onzichtbaar in amateurtelescopen.

## Maankaarten
Kort na het beëindigen van het Apolloprogramma (NASA) werd een reeks gedetailleerde maankaarten gemaakt aan de hand van honderden orbitale hogeresolutiefoto's van het maanoppervlak, genomen tijdens de drie wetenschappelijke missies Apollo 15, Apollo 16 en Apollo 17. Een aantal van deze kaarten tonen kleine en uiterst kleine segmenten van Montes Apenninus.